# Rinegg
Rinegg è una frazione di 149 abitanti del comune austriaco di Ranten, nel distretto di Murau, in Stiria. Già comune autonomo, il 1º gennaio 2015 è stato aggregato a Ranten.